# Українське культурне товариство «Просвіта» (Аргентина)
Українське культурне товариство «Просві́та» (ісп. Asociación Ucrania de Cultura PROSVITA) — культурно-освітня організація української діаспори в Аргентині, що діє з 1924 року. Організація ставить собі на меті згуртування українців та їхніх нащадків серед аргентинського суспільства, популяризацію української культури, підтримку національних та суверенних інтересів українського народу. Є неприбутковою організацією, працює на громадській основі.

## Історія
У серпні 1924 року у м. Беріссо було створено український драмгурток «Молода громада». Засновниками його стали Андрій Байрак, Василь Коцюба, Іванна Мельник, Катерина Мельник, Агафія Никлевич, Володимир Середа, Андрій Стадник, Петро Худоб'як. Установчі збори відбулися 10 лютого 1924 року. За кілька місяців діяльності на зборах було вирішено перейменувати гурток «Молода громада» на товариство «Просвіта», прийняти статут львівської «Просвіти» і стати філією цієї організації.
Незалежно від гуртка у Беріссо того ж року у Буенос-Айресі виникло ще одне товариство з тією ж назвою. Керівні посади в товаристві в Буенос-Айресі займали галицькі москвофіли і комуністи з організації «Союз Русских Рабочих». «Просвіта» у Беріссо була більш національно свідомою. Після переговорів, які тривали більше року, ці організації об'єдналися 1 серпня 1926 року. «Просвіта» у Буенос-Айресі стала центральним відділенням, а в Беріссо — її першою філією.
1926 року постала друга філія «Просвіти» у Док-Суд (передмістя Буенос-Айреса), 1932 — філія у Лас-Бреньяс (провінція Чако), 1933 року — у Трес-Капонес (провінція Місьйонес), 1934 року — у містах Сан-Бернардо і Вілья-Анхела (Чако), а також Ла-Ескандінава (Мендоса), 1935 року — у Валентин-Альсіна (передмістя Буенос-Айреса).
Товариство постійно підтримувало зв'язок з львівською «Просвітою». Через нього українські емігранти родом з Західної України замовляли українські книги, видані в Галичині, статті до своїх видань про життя на батьківщині, про діяльність товариства «Просвіта», просили допомоги для створення статуту товариства «Просвіта» в Аргентині тощо.
1928 року в Аргентині почав виходити офіційний друкований орган «Просвіти» — «Українське слово», що став першим українським часописом в цій країні.
1930 року «Просвіта» мала у власності дві будівлі — у Беріссо та Док-Суді. У Буенос-Айресі «Просвіта» винаймала приміщення за адресою вул. Гурручага 2371.
1931 року «Просвіта» увійшла до міжорганізаційного комітету для координації спільних заходів та національних свят, який створили існуючі той час товариства українських поселенців в Буенос-Айресі. Десяту частину всіх доходів від заходів «Просвіта» витрачала на освіту українських емігрантів.
15 квітня 1932 року товариство «Просвіта» отримало формальне юридичне оформлення, її статут було затверджено органами державної влади Аргентини. Основне завдання товариства «Просвіта» в Аргентині за статутом полягало у культурному піднесенні української еміграції, зміцненні національної свідомості, вихованні ідейного і здорового елементу для боротьби за незалежність України. З часом товариство «Просвіта» стало одним з головних центрів українського культурного життя в Аргентині.
1933 року було утворено Об'єднання Жінок «Просвіти», яке допомагало у культурно-освітній праці «Просвіти».
1933 року «Просвіта» почала видавати власний «Календар», у якому друкувалися статті про життя української громади, твори українських письменників, оголошення тощо.

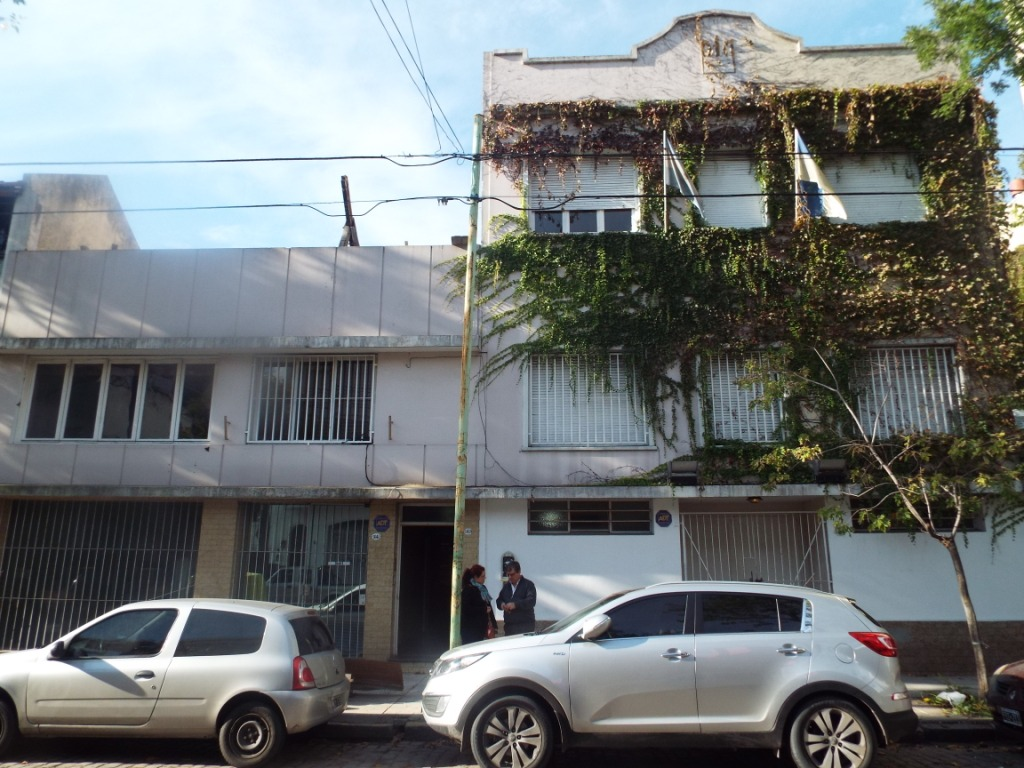
Будинок культурного товариства «Просвіта» у Буенос-Айресі

1938 року товариство «Відродження», що також було створене українською діаспорою в Аргентині, перепрофілюється на культурно-освітній напрямок. Внаслідок певного дублювання функцій між «Відродженням» і «Просвітою» виникло деяке суперництво за вплив в українській громаді Аргентини. Інші українські організації в Аргентині починають гуртувалися довкола цих двох, схиляючись до того чи іншого табору. Згодом протистояння посилюється через політичні мотиви: «Відродження» підтримувало мельниківців, а «Просвіта» — бандерівців.
1941 року товариство «Просвіта» започаткувало регулярні радіопередачі рідною мовою, але проіснували вони недовго.
Посилення українського громадського руху в Аргентині на початку 1940-х років пішло на спад, внаслідок чого перестали діяти філії «Просвіти» у багатьох місцевостях. Але після Другої світової війни, коли до Аргентини прибула третя хвиля українських мігрантів, які мали освіту та високий рівень політичної свідомості, робота товариства активізувалася. Виникли філії «Просвіти» у містах Саранді (1942), Льявальйоль (1947), Вілья-Караса (1948), Флорида (1948), яка згодом була перенесена до м. Вілья-Аделіна, Сан-Мартін (1950), Берасатегі (1951), Гудсон (1951), Сан-Франсіско-Солано (1957), Ісідро-Касанова (1959), а старі перебудовувалися і розширювалися.
8 листопада 1953 року було освячено наріжний камінь під народний дім «Просвіти» в Буенос-Айресі, а 19 грудня 1954 року відбулося освячення і відкриття народного дому.
На початку 1950-х років в Аргентині почала стрімко розвиватися українська кооперація, зокрема 1959 року відкрився кредитний кооператив «Фортуна» при УКТ «Просвіта». Організаторами його стали В. Зварич, М. Хамуляк, С. Бігун, Б. Качор, І. Стернюк, О. Кузьмич та інші. Кооператив знаходився у приміщенні центрального відділу «Просвіти». Згодом нестабільна економічна ситуація в країні, інфляція та несприятливе законодавство призвели до занепаду українського кооперативного руху. 1983 року кооператив «Фортуна» було ліквідовано.
1967 року «Просвіта» купила спортивно-відпочинкову базу «Веселка».
9 листопада 2014 року у м. Гудсон (передмістя Буенос-Айреса) з'явилася вулиця, названа на честь «Просвіти».

## Філії
Центральний відділ «Просвіти» у Буенос-Айресі має назву Народний дім і розташований в районі Палермо. У ньому знаходиться зала на 150—200 осіб та сім кімнат, діє суботня школа, гуртки і буфет зі стравами української кухні.
Також УКТ «Просвіта» має філії у таких містах:
- Беріссо
- Авельянеда
- Вільде
- Льявальйоль[en]
- Вілья-Аделіна
- Вілья-Караса[es]
- Сан-Мартін[en]
- Берасатегі
- Гудсон[en]
- Сарате[en]
- Саенс-Пенья[en]
- Сан-Бернардо[en]
- Лас-Бреньяс[en]

## Діяльність
Щороку «Просвіта» влаштовує різноманітні заходи з нагоди Дня Незалежності України, Дня Соборності, річниць Голодомору, Шевченківських днів тощо. Також організація слідкує за тим, що відбувається в Україні, влаштовуючи акції до актуальних подій.
При філіях Українського культурного товариства «Просвіта» у містах Авельянеда, Буенос-Айрес, Вільде, Берасатегі, Беріссо, Вілья-Аделіна, Вілья-Караса діють суботні школи і курси, де вивчається українська мова і низка українознавчих дисциплін. Загалом ведеться шість курсів мови — три для дорослих та три для молоді.
З 2001 року по середах на середніх хвилях (AM 670 КГц Radio Antártida) «Просвіта» випускає свою радіопрограму «Голос України», режисером та координатором якої є Юрій Мушак. Із 1928 року до 2010-го виходив часопис «Українське слово», який був друкованим органом товариства і першим українським часописом в цій країні. Його припинили видавати після смерті останнього редактора. Філія у м. Беріссо випускає радіопередачу «України танцює і співає» (FM Difusión 98.1), підготовкою якої займаються Уляна та Луїс Вітошинські, Марієла Тверда, Микола Цюпер, Долорес та Ампаро Пендон, Сантьяго Гарматюк.
Фольклорні ансамблі є найбільш популярним виявом української культури серед аргентинського суспільства. На 2009 рік в Аргентині зареєстровано 20 українських фольклорних ансамблів, з них 12 — під керівництвом «Просвіти». У підпорядкуванні «Просвіти» знаходяться такі колективи:
- Фольклорний український балет «Просвіта», до складу якого входять понад 60 молодих танцюристів і музикантів, переважно нащадків українців, які постійно виступають з концертами в столиці, різних провінціях Аргентини та за кордоном (Бразилія, Уругвай, Парагвай), беруть участь у танцювальних конкурсах, а у 2001 році відвідали з гастролями низку міст України. Художні керівники ансамблю — Сергій Яремко та Ірина Березовська.
- танцювальний колектив «Зірка» (м. Беріссо)
- танцювальний колектив «Київ» (м. Вільде)
- танцювальний колектив «Весна» (м. Льявальйоль[en], м. Вілья-Караса[es]
- ансамбль українського танцю «Нове покоління» (м. Сан-Мартін[en] і м. Вілья-Аделіна)
- ансамбль українського танцю (м. Росаріо)
- оркестр «Просвіта» (м. Беріссо).
- капела бандуристів ім. Т. Шевченка
- дитячий танцювальний гурток «Просвіта»
- танцювальний гурток «Аркан»
- хор «Карпати»
- хор «Світанок»
- хор «Червона калина»

## Нагороди
28 листопада 2014 року у золотій залі Палацу міської ради Буенос-Айреса під час офіційного відзначення 90-річчя «Просвіти» Євген Чолій нагородив Українське культурне товариство «Просвіта» Грамотою СКУ «За довголітню жертовну працю для добра українського народу в Аргентині та в Україні».
Окрім цього, УКТ «Просвіта» має такі нагороди:
- Медаль Бісентаріо від уряду м. Буенос-Айрес (2010)
- відзнака Фольклорного українського балету «Просвіта» від міської ради м. Буенос-Айрес (2011)
- відзнака Капели Бандуристів ім. Т. Шевченка від міської ради м. Буенос-Айрес (2011)